# Massimo Berta
Massimo Berta (Genova, 4 marzo 1949 – Genova, 18 maggio 2020) è stato un calciatore italiano, di ruolo centrocampista.

## Carriera
Disputò cinque stagioni in Serie B con Alessandria, Foggia e Sambenedettese, per un totale di 111 presenze e 2 gol.
In Serie C disputò nove stagioni con 276 presenze e 8 gol.

## Palmarès

### Club

#### Competizioni nazionali
- Coppa Italia Semiprofessionisti: 1

Alessandria: 1972-1973